# Splynutí
Splynutí je jedním ze způsobů zániku závazků. Nastane v případě, když v jedné osobě splyne povinnost dlužníka s právem věřitele.
Nejčastějším případem je situace v pozůstalostním řízení, kdy např. syn dluží otci určitý obnos. Otec zemře a dluh připadne do dědického řízení s výsledkem – dědictvím pro syna. Syn fyzicky nemusí sám sobě platit svůj dluh, jelikož došlo ke splynutí osoby dlužníka a věřitele.